# مسح صحة الأسرة في العراق
في 9 كانون الثاني (يناير) 2008، أعلنت منظمة الصحة العالمية عن نتائج «مسح صحة الأسرة في العراق» الذي نُشر في مجلة نيو إنجلاند الطبية.     شملت الدراسة 9,345 أسرة في جميع أنحاء العراق وأجريت في عامي 2006 و 2007. وقدرت 151000 حالة وفاة بسبب العنف (نطاق عدم اليقين 95٪ ، 104000 إلى 223000) من مارس 2003 حتى يونيو 2006.
تم إجراء الدراسة من قبل «مجموعة دراسة مسح صحة الأسرة في العراق»، وهي جهد تعاوني لست منظمات: وزارة الصحة الاتحادية، بغداد؛ وزارة التخطيط في كردستان، أربيل؛ وزارة الصحة في كردستان، أربيل؛ الجهاز المركزي للإحصاء وتكنولوجيا المعلومات، بغداد؛ مكتب منظمة الصحة العالمية في العراق، عمان، الأردن؛ منظمة الصحة العالمية، جنيف.

## طُرق
كان مسح صحة الأسرة في العراق (IFHS) مسحًا مقطعيًا تمثيليًا وطنيًا لـ 9345 أسرة تم إجراؤه من قبل الوزارات الفيدرالية والإقليمية ذات الصلة في العراق بالتعاون مع منظمة الصحة العالمية (WHO). تم اشتقاق إطار أخذ العينات الذي تم استخدامه في المحافظات الجنوبية والوسطى من تعداد العراق لعام 1997، والذي تم تحديثه لمسح ظروف المعيشة في العراق لعام 2004. استند إطار أخذ العينات المستخدم في كردستان إلى المعلومات التي قدمتها مكاتب الإحصاء في الإقليم. تم توقع التقديرات السكانية للعراق لفترة المسح من قبل الجهاز المركزي للإحصاء وتكنولوجيا المعلومات في العراق (COSIT).
تم تدريب المشرفين المركزيين والمحليين من جميع المحافظات الثمانية عشر في عمان، الأردن. تم تدريب المحاورين بشكل منفصل في كل محافظة لمدة أسبوع واحد خلال شهري مايو ويونيو 2006، كما تم إجراء دورة تدريبية لتجديد المعلومات لمدة يوم واحد في اليوم السابق لبدء المسح في كل محافظة. بعد تدريب القائم بالمقابلة، تم اختبار أدوات المسح وإجراءاته بشكل تجريبي في جميع المحافظات. تم إجراء العمل الميداني للمسح خلال شهري أغسطس وسبتمبر 2006 في 14 محافظة جنوب / وسط. في محافظة الأنبار، تم إجراء العمل الميداني في أكتوبر ونوفمبر 2006، بينما تم إجراء العمل الميداني لإقليم كردستان خلال شهري فبراير ومارس 2007. إجمالاً، شارك 407 موظفين في تنفيذ المسح، يتألفون من 100 مشرف مركزي ومحلي وميداني، و 224 مقابلاً موزعين بالتساوي بين الذكور والإناث، و 83 محررًا مركزيًا وموظف إدخال بيانات. 
كان للمسح حجم عينة أصلي مستهدف يبلغ 10080 أسرة. زار الباحثون 89.4٪ من 1086 تجمعا للأسر خلال فترة الدراسة وكان معدل استجابة الأسرة 96.2٪. لم تتم زيارة 115 مجموعة (10.6٪) بسبب مشاكل أمنية. يجادل IFHS بأن الوفيات السابقة من المرجح أن تكون أعلى في هذه المجموعات المفقودة. تم استخدام النسب المشتقة من مقارنة مجموعاتهم التي شملها الاستطلاع مع البيانات المقابلة من إحصاء الجثث في العراق لإسناد معدلات الوفيات المرتفعة إلى هذه المجموعات المفقودة. باستخدام هذه الطريقة، تستنتج IFHS معدلات الوفيات للعناقيد المفقودة في بغداد والتي تزيد 4.0 مرات عن المجموعات التي زارها المسح في بغداد. نفس الإجراء في الأنبار معدلات مشتقة التي تزيد 1.7 مرة عن التجمعات التي تمت زيارتها في الأنبار.
يجادل IFHS أيضًا بأن عدم الإبلاغ من المحتمل أن يكون شائعًا في المسوح الأسري، خاصة بسبب تفكك الأسرة بعد وفاة أحد أفراد الأسرة. على هذا الأساس، استخدم المؤلفون العديد من التقييمات الديموغرافية مثل طريقة توازن النمو لاشتقاق تعديل للإبلاغ عن التحيز. رفع هذا التعديل معدل الوفيات المرتبطة بالعنف بحوالي 50٪، من 1.09 (95٪ CI ، 0.81 إلى 1.50) إلى 1.67 (نطاق عدم اليقين 95٪ 1.24 إلى 2.30).

## نتائج
قُدِّر عدد الوفيات العنيفة المستمدة من المسح الأسري، بالإضافة إلى التعديلات للمجموعات المفقودة وتحيز الإبلاغ، بنحو 151000 (نطاق عدم اليقين 95 ٪، 104000 إلى 223000) من مارس 2003 حتى يونيو 2006. يشير هذا التقدير إلى أن العنف كان سببًا رئيسيًا لوفاة البالغين العراقيين وكان السبب الرئيسي للوفاة بين الرجال الذين تتراوح أعمارهم بين 15 و 59 عامًا خلال الفترة المشمولة بالتقرير.
تمت مقارنة النتائج أيضًا بمسح عام 2006 بواسطة Burnham et al. ذكرت في لانسيت، وفي مشروع إحصاء الجثث في العراق (IBC). نعيمة القصير، ممثلة منظمة الصحة العالمية في العراق، قالت: «إن تقديرات المسح لدينا أعلى بثلاث مرات من عدد القتلى المكتشفة من خلال الفحص الدقيق للتقارير الإعلامية من قبل مشروع إحصاء الجثث بالعراق، وحوالي أربع مرات أقل من المسح الأسري الأصغر الذي تم إجراؤه في وقت سابق. في عام 2006،» في إشارة إلى المسح الذي أجراه بورنهام وآخرون. ذكرت في مجلة لانسيت في أكتوبر 2006.
تشير مقالة NEJM في الاستطلاع إلى أن كلاً من IFHS و IBC «تشيران إلى أن دراسة عام 2006 التي أجراها Burnham et al. بالغت إلى حد كبير في تقدير عدد الوفيات العنيفة. على سبيل المثال، للوصول إلى 925 حالة وفاة عنيفة يوميًا أبلغ عنها Burnham et al. في الفترة من يونيو 2005 حتى يونيو 2006، كان من الممكن تفويت 87٪ من الوفيات العنيفة في IFHS وأكثر من 90٪ في إحصاء الجثث في العراق. هذا المستوى من عدم الإبلاغ غير محتمل إلى حد كبير، بالنظر إلى الاتساق الداخلي والخارجي للبيانات وحجم العينة الأكبر بكثير وتدابير مراقبة الجودة المتخذة في تنفيذ IFHS.» تشير المقالة أيضًا إلى أن IFHS و IBC متوافقان مع بعضهما البعض في كل من توزيع الوفيات العنيفة حسب المقاطعة والاتجاه في مستويات الوفيات العنيفة بمرور الوقت، في حين أن كلا المصدرين لا يتوافقان مع نتائج Burnham et al. مسح حول هذه القضايا.
قام IFHS أيضًا بجمع بيانات حول القضايا الصحية التي تتجاوز الوفيات. ومن بين النتائج الملحوظة للدراسة الاستقصائية أن 57٪ من النساء اللاتي شملهن الاستطلاع قلن إنهن سمعن بمرض الإيدز، مقارنة بـ 84٪ من النساء في تركيا ومصر، و 91٪ في المغرب و 97٪ في الأردن.

## ردود الفعل والانتقادات
ظهر تعليق مصاحب في قسم «وجهات النظر» التحريري في مجلة نيو إنجلاند جورنال أوف ميديسين الذي احتوى على الدراسة. يثني المؤلفون على مجموعة دراسة IFHS لمحاولتها الحصول على نتائج عالية الجودة، ولكنهم يناقشون أيضًا «القيود الجوهرية» على IFHS وبشكل أكثر عمومية استخدام المسوح المنزلية لتقدير الوفيات في ظروف مثل العراق، قائلين:
استند إطار أخذ العينات إلى إحصاء عام 2004، لكن السكان يتغيرون بسرعة وبشكل كبير بسبب العنف الطائفي، وهروب اللاجئين، وهجرة السكان بشكل عام. مصدر آخر للتحيز في المسوح الأسرية هو نقص الإبلاغ بسبب تفكك بعض الأسر بعد الوفاة، بحيث لا يبقى أحد يروي قصة السكان السابقين. كما تم حساب تقديرات الوفيات المستمدة من مسح وفيات الأشقاء، ولكن هذه الطريقة قد تخضع أيضًا لمثل هذا الإبلاغ الناقص. . . . في ظل الظروف الحالية في العراق، من الصعب تصور دراسة لا يكون لها قيود جوهرية. تتناقض الظروف المطلوبة لإنتاج إحصاءات عالية الجودة للصحة العامة بشكل صارخ مع تلك التي عملت في ظلها مجموعة دراسة IFHS. وبالفعل، لا بد من الإشارة إلى أن أحد معدي الاستطلاع قتل بالرصاص وهو في طريقه إلى العمل.
علق بول شبيجل، عالم الأوبئة الطبية في المفوضية السامية للأمم المتحدة لشؤون اللاجئين في جنيف، «بشكل عام، هذه دراسة جيدة جدًا»، مضيفًا أن «هذا يبدو أكثر قابلية للتصديق بالنسبة لي» من مسح لانسيت السابق، والذي قدر بـ 601.000 الوفيات الناجمة عن أعمال العنف خلال نفس الفترة.
اختلفت ردود أفعال المسؤولين في الحكومة العراقية على التقرير. ووصف وزير الصحة العراقي صالح الحسناوي المسح بأنه «سليم للغاية» وقال إن المسح أشار إلى «عدد هائل من القتلى منذ بداية الصراع» و «أنا أؤمن بهذه الأرقام». ومع ذلك، شكك مسؤول كبير في مكتب المفتش العام بوزارة الصحة العراقية في النتائج، قائلاً إن 151 ألفًا كانت مرتفعة جدًا لأن الأرقام التي استشهدت بها الدراسة كانت أكبر بكثير من الأرقام التي تتبعها الوزارة. من ناحية أخرى، قال جليل هادي الشمري، المشرف على دائرة الصحة بغرب بغداد إن العدد الإجمالي البالغ 151 ألفًا يبدو دقيقًا تقريبًا لكنه ربما يكون «متواضعًا» و «الرقم الحقيقي قد يكون أكبر من هذا». 
نشأت العديد من الانتقادات الموجهة لتقدير IFHS من مؤلفي مسح لانسيت أو آخرين مرتبطين بهذا المسح. تتعلق بعض هذه الانتقادات بفكرة أن المجيبين سيخشون إعطاء معلومات حول الوفيات المرتبطة بالعنف إلى المحاورين الحكوميين الذين يمثلون «جانبًا واحدًا من الصراع» والاعتماد على بيانات إحصاء الجثث العراقية في المناطق الخطرة (الأنبار ومحافظات نينوى وأجزاء من بغداد).

في 11 كانون الثاني (يناير) 2008، نُقل عن لي روبرتس، المؤلف المشارك لدراسة لانسيت، قوله:
وجدوا تقريبًا معدل ثابت للعنف من 2003 إلى 2006. تُظهر بيانات مشرحة بغداد، وبيانات الدفن في النجف، وبيانات هجوم البنتاغون، وبياناتنا جميعها زيادة كبيرة خلال عامي 2005 و 2006. 
في 24 شباط (فبراير) 2009 ناقشت صحيفة «مورنينغ إيديشن» ما قاله لهم موظف مكتب الإحصاء في مشرحة بغداد:
لا يتوافق عدد الوفيات الذي تسجله المشرحة أبدًا مع أرقام وزارة الصحة أو وزارة الداخلية. يقول: «إنهم يفعلون ذلك عن قصد». «كنت أعود إلى المنزل وألقي نظرة على الأخبار. تقول الوزارة إن 10 أشخاص قتلوا في جميع أنحاء العراق، بينما كنت قد استقبلت في ذلك اليوم أكثر من 50 جثة في بغداد فقط. كان الأمر دائمًا على هذا النحو - كانوا يقولون شيئًا واحدًا لكن الواقع كان أسوأ بكثير.» 

### 400000 حالة وفاة زائدة؟
أكدت مقالة في يوليو 2008 في MedPage Today أن مسح IFHS قدّر في الواقع 400000 حالة وفاة عراقية زائدة  نتيجة للغزو، مع 151000 حالة وفاة مرتبطة بالعنف (نطاق عدم اليقين 95 ٪، 104000 إلى 223000) و 249000 من غير - أسباب عنيفة (نطاق عدم يقين غير معروف). ومع ذلك، فإن الأسئلة والأجوبة المنشورة في IFHS من قبل منظمة الصحة العالمية تنص على أنها لم تقدر عدد الوفيات الزائدة:

يناقش المقال الرئيسي NEJM بإيجاز فقط الزيادة المقاسة في معدلات الوفيات غير العنيفة من فترة ما قبل الغزو إلى فترة ما بعد الغزو:
كان إجمالي الوفيات الناجمة عن أسباب غير عنيفة أعلى بنحو 60٪ في فترة ما بعد الغزو مقارنة بفترة ما قبل الغزو. على الرغم من أن تحيز الاسترجاع قد يساهم في الزيادة، نظرًا لأن احتمالية الإبلاغ عن الوفيات قبل عام 2003 كانت أقل احتمالًا من الوفيات الحديثة، فإن هذه النتيجة تتطلب مزيدًا من التحليل.
يوضح سؤال وجواب:
صرح جون تيرمان، الذي أمر بتكليف وتوجيه تمويل دراسة لانسيت الثانية، في مقال نشر في 21 يناير 2008 على AlterNet :
قال ليس روبرتس يوم الجمعة 10 يناير 2008:
They roughly found a steady rate of violence from 2003-2006. Baghdad morgue data, Najaf burial data, and our data all show a dramatic increase over 2005 and 2006. ...
It is likely that people would be unwilling to admit violent deaths to the study workers who were government employees. ...
كتب جون تيرمان في (14 فبراير 2008) في محرر وناشر:
أكد تيموثي آر. غولدن، دكتوراه، من كلية السياسة العامة بجامعة ميريلاند في كوليدج بارك، أن مؤلفي مسح صحة الأسرة في العراق «يقرون ويحاولون تصحيح عدم الإبلاغ عن الوفيات الناجمة عن أسباب غير عنيفة، لكنهم لا يسمحون بذلك من أجل الإبلاغ الناقص الأكثر خطورة عن الوفيات المرتبطة بالعنف للقائمين على المسح التابعين للحكومة». 

## تقديرات سابقة لوزير الصحة العراقي في تشرين الثاني (نوفمبر) 2006
عندما نُشر مسح صحة الأسرة في العراق في كانون الثاني (يناير) 2008، كان وزير الصحة العراقي هو الدكتور صالح الحسناوي.

قدر وزير الصحة العراقي السابق، علي الشمري، في أوائل نوفمبر / تشرين الثاني 2006، مقتل ما بين 100 ألف و 150 ألف شخص منذ الغزو الذي قادته الولايات المتحدة في مارس / آذار 2003.    ذكرت صحيفة تايبيه تايمز عن منهجيته: «قال الشمري يوم الخميس [9 نوفمبر 2006] إنه استند في رقمه إلى تقدير 100 جثة في اليوم يتم إحضارها إلى المشارح والمستشفيات - على الرغم من أن مثل هذا الحساب سيقترب إلى 130.000 في المجموع». 
وقال الشمري: «كل يوم نخسر 100 شخص، أي 3000 شخص شهريًا، وفي السنة 36000، زائد أو ناقص 10 بالمائة». قال، موضحًا كيف توصل إلى هذه الأرقام، في غضون ثلاث سنوات، 120.000، نصف عام 20.000، يعني ذلك 140.000، زائد أو ناقص 10٪. وأضاف أن «هذا يشمل جميع العراقيين القتلى من رجال شرطة وعامة وأطفال»، مضيفًا أن الأشخاص الذين تم اختطافهم وعثر عليهم قتلى تم تضمينهم أيضًا في تقديره. وقال إن الأرقام جمعت عن طريق إحصاء الجثث التي تم إحضارها إلى «معاهد الطب الشرعي» أو المستشفيات.